# El Koudia El Beida
El Koudia El Beida (àrab الكدية البيضاء) és una comuna rural de la província de Taroudant de la regió de Souss-Massa. Segons el cens de 2014 tenia una població total de 21.875 persones.